# Список начальников Генерального штаба Королевства Югославия

Флаг Королевства Югославия

Генеральный штаб Королевства Югославия (сербохорв. Генерални штаб Краљевине Jугославије / Generalni štab Kraljevine Jugoslavije) — центральный орган военного управления и основной орган оперативного управления югославской королевской армией.
Югославский королевский генеральный штаб был образован на основе Генерального штаба Королевства Сербия. Вплоть до 6 мая 1920 года, когда в Королевстве было отменено военное положение, он действовал под названием Штаб Верховного командования. На протяжении нескольких лет он существовал с той же структурой, что и в годы Первой мировой войны.
Первые изменения в организации Генерального штаба произошли согласно Постановлению, принятому 10 апреля 1920 года. В последующие годы, вплоть до Второй мировой войны, его структура и численность неоднократно изменялись. Его функции и внутренняя организациями регулировались указами, изданными в 1920, 1923, 1927, 1939 и 1940 годах. Среди главных функций, выполняемых Генеральным штабом, были: планирование развития армии в мирное время и её подготовка к боевым действиям, анализ разведывательной информации, обучение личного состава, координация видов вооружённых сил. После реорганизации 1940 года Генеральный штаб насчитывал 317 человек.
В конце 1930-х годов Генеральный штаб организационно состоял из трёх директоратов: Первого, Второго и Третьего. В составе Первого были Оперативный и Разведывательный отделы, в составе Второго — Организационный и Транспортный, в составе Третьего — Учебный и Исторический.

## Легенда
В списке представлены начальники Генерального штаба Королевства Югославия (Королевства сербов, хорватов и словенцев) с момента его основания. Они располагаются в соответствии с временем их назначения.
Таблица:
- № — номер начальника Генерального штаба в хронологическом порядке;
- Изображение — портрет или фотография;
- Имя — имя начальника на русском языке, в скобках приводится оригинал имени на сербском;
- Годы жизни — время жизни начальника Генерального штаба;
- Годы исполнения полномочий — период нахождения на посту начальника Генерального штаба;
- Краткая биография — основные этапы военной карьеры начальника Генерального штаба;
- Пр. — ссылки на источники;

Сортировка может проводиться по любому из выбранных столбцов таблиц.

## Начальники Генерального штаба
| № | Портрет | Имя                                       | Годы жизни | Годы исполнения полномочий | Краткая биография | Пр.                  |
| - | ------- | ----------------------------------------- | ---------- | -------------------------- | --- | -------------------- |
| 1 |         | Живоин Мишич серб. Живојин Мишић          | 1855—1921  | 1920—1921                  | Родился в Струганике в 1855 г. В 1874 г. поступил в Артиллерийскую школу, где, с перерывами во время войн 1876—1878 гг., окончил в 1880 г. Также получил военное образование в Австро-Венгрии. Звание подпоручика ему было присвоено в 1876 г. ещё во время обучения. Генералом стал в 1912 г, а в воеводы произведён в 1914 г. Автор множества статей, опубликованных в журналах «Ратник» и «Српска војска». Скончался в Белграде в 1921 г. | [ 4 ] [ 5 ] [ 6 ]    |
| 2 |         | Петар Бойович серб. Петар Бојовић         | 1858—1945  | 1921                       | Родился в селе Мишечиви в 1868 г. В 1875 г. поступил в Артиллерийскую школу. Окончил её через пять лет с присвоением звания подпоручика. Также получил военное образование во Франции. В 1918 году ему было присвоено звание воеводы. В 1906—1908, 1915—1918 годах дважды возглавлял Генеральный штаб Сербии. Автор пяти книг и множества статей. Скончался в Белграде в 1945 г. | [ 7 ] [ 8 ] [ 9 ]    |
| 3 |         | Петар Пешич серб. Петар Пешић             | 1871—1944  | 1921—1922, 1924—1928       | Родился в Нише в 1871 г. В 1889 г. поступил в Военную академию, которую окончил три года спустя, когда ему было присвоено звание подпоручика. В 1923 г. был произведён в генералы армии. Автор 12 книг и множества статей по истории и военной теории. Был профессором Военной академии. Занимал пост Министра армии и флота. Погиб 6 сентября 1944 г. во время бомбардировок Белграда авиацией Союзников. | [ 10 ] [ 11 ]        |
| 4 |         | Милан Милованович серб. Милан Миловановић | 1874—1942  | 1929—1934                  | Родился в селе Шетонье близ Пожареваца в 1874 г . В 1891 г. поступил в Военную академию. Окончил её в 1894 г., тогда же ему было присвоено звание подпоручика. Повышал квалификацию во Франции. В 1928 г. был произведён в генерала армии. Был профессором Военной академии. В 1934 г. занимал пост Министра армии и флота. Автор множества статей и переводов, посвящённых, в основном, искусству тактики. Скончался в Белграде в 1942 г. | [ 12 ]               |
| 5 |         | Милан Недич серб. Милан Недић             | 1877—1946  | 1934—1935                  | Родился в Гроцке в 1877 г. В 1898 г. окончил Военную академию. В 1930 г. ему было присвоено звание генерала армии. В 1939—1940 гг. был Министром армии и флота. Преподавал в Военной академии. Автор более десяти книг и множества статей. После оккупации Югославии странами «оси» возглавил марионеточное Правительство национального спасения. После разгрома Германии был выдан британцами югославским властям. Покончил жизнь самоубийством в 1946 г. | [ 13 ] [ 14 ] [ 15 ] |
| 6 |         | Любомир Марич серб. Љубомир Марић         | 1878—1960  | 1935—1936                  | Родился в селе Галовичи неподалёку от Ужица в 1878 г. В 1899 г. окончил Военную академию. В 1930 г. ему было присвоено звание генерала армии. Был профессором Военной академии. В 1936—1938 гг. занимал пост Министра армии и флота. Автор шести книг и множества статей по военной теории. Скончался в 1960 г. в Белграде. | [ 16 ] [ 17 ]        |
| 7 |         | Милутин Недич серб. Милутин Недић         | 1882—1945  | 1937—1938                  | Родился в Сопоте в 1882 г. После гимназии поступил в Военную академию. В 1937 г. ему было присвоено звание генерала армии. Был военным атташе во Франции, Италии и Болгарии. Занимал посты командующего ВВС и Министра армии и флота. После капитуляции Югославии оказался в немецком плену. Был отпущен в 1942 г. по просьбе его брата Милана Недича, возглавлявшего марионеточное правительство, но отказался участвовать в политической и общественной жизни страны. В 1944 г., после освобождения Белграда Красной армией и партизанами, бежал в Австрию, где в следующем году покончил жизнь самоубийством. | [ 18 ] [ 19 ]        |
| 8 |         | Душан Симович серб. Душан Симовић         | 1882—1962  | 1938—1940, 1941            | Родился в Крагуеваце в 1882 г. В 1900 г. окончил Военную академию с присвоением звания подпоручика. В 1938 г. был произведён в генералы. Был командующим Королевских ВВС. В марте 1941 г. возглавил военный переворот. После поражения Югославии присоединился к Правительству в изгнании, где некоторое время занимал должность Министра авиации и флота. В конце войны поддержал югославских партизан и в 1945 г. вернулся в страну. Автор множества книг и статей. Скончался в Белграде в 1962 г. | [ 20 ]               |
| 9 |         | Петар Косич серб. Петар Косић             | 1881—1949  | 1940—1941                  | Родился в селе Булячич близ Валева в 1881 г. В 1900 г. окончил Военную академию, тогда же ему было присвоено звание подпоручика. В 1937 г. получил чин генерала армии. Был профессором Военной академии. В 1941 г. после переворота его отправили на пенсию. В годы Второй мировой войны критиковал партизан Тито. По возвращении в страну в 1949 г. был арестован. В тюрьме начал голодовку, в результате которой скончался. | [ 21 ] [ 22 ]        |